# Winnipeg Challenger
El Winnipeg Challenger es un torneo profesional de tenis. Pertenece al ATP Challenger Series para los hombres y ITF para las mujeres. Se juega desde el año 2016 para los hombres y 2013 para las mujeres sobre pistas dura, en Winnipeg, Canadá.

## Palmarés

### Individual masculino
| Año  | Campeón     | Finalista      | Resultado      |
| ---- | ----------- | -------------- | -------------- |
| 2016 | Go Soeda    | Blaž Kavčič    | 6–74, 6–4, 6–2 |
| 2017 | Blaž Kavčič | Peter Polansky | 7–5, 3–6, 7–5  |

### Dobles masculino
| Año  | Campeones                      | Finalistas                       | Resultado |
| ---- | ------------------------------ | -------------------------------- | --------- |
| 2016 | Mitchell Krueger Daniel Nguyen | Jarryd Chaplin Benjamin Mitchell | 6–2, 7–5  |
| 2017 | Luke Bambridge David O'Hare    | Yusuke Takahashi Renta Tokuda    | 6–2, 6–2  |

### Individual femenino
| Año                          | Campeona                 | Finalista       | Resultado |
| ---------------------------- | ------------------------ | --------------- | --------- |
| ↓ Torneos de $25,000 event ↓ |                          |                 |           |
| 2013                         | Johanna Konta            | Samantha Murray | 6–3, 6–1  |
| 2014                         | Patricia Mayr-Achleitner | Mayo Hibi       | 6–2, 6–2  |
| 2015                         | Kristie Ahn              | Sharon Fichman  | 6–2, 7–5  |
| 2016                         | Francesca Di Lorenzo     | Erin Routliffe  | 6–4, 6–1  |
| 2017                         | Caroline Dolehide        | Mayo Hibi       | 6–3, 6–4  |

### Dobles femenino
| Año                          | Campeonas                           | Finalistas                                         | Resultado        |
| ---------------------------- | ----------------------------------- | -------------------------------------------------- | ---------------- |
| ↓ Torneos de $25,000 event ↓ |                                     |                                                    |                  |
| 2013                         | Heidi El Tabakh Allie Kiick         | Samantha Murray Jade Windley                       | 6–4, 2–6, [10–8] |
| 2014                         | Rosie Johanson Charlotte Petrick    | Maria Fernanda Alves Anamika Bhargava              | 6–3, 6–3         |
| 2015                         | Sharon Fichman Jovana Jakšić        | Kristie Ahn Lorraine Guillermo                     | 6–2, 6–1         |
| 2016                         | Francesca Di Lorenzo Ronit Yurovsky | Marie-Alexandre Leduc Charlotte Robillard-Millette | 1–6, 7–5, [10–6] |
| 2017                         | Hiroko Kuwata Valeria Savinykh      | Kimberly Birrell Caroline Dolehide                 | 6–4, 7–64        |